# 長連龍
長 連龍（ちょう つらたつ）は、戦国時代から江戸時代初期にかけての武将。織田家の家臣、後に前田家の家臣。
主家・畠山家の滅亡の後に、長家も一族のほぼ全員が謀殺されて滅亡したが、連龍は織田信長に仕えて再興を果たした。信長没後は前田利家に仕え、利家を軍政両面で支えた。生涯41回の合戦に参加して名を馳せた。

## 生涯

### 能登畠山家の時代
天文15年（1546年）8月15日、能登畠山家の家臣・長続連の三男として生まれる。幼名は萬松。初名を好連といった。
臨済宗の門に入り、能登国熊木定蓮寺の僧となり、宗顒を称して、孝恩寺の住職になった。以後、僧形でありながらも「孝恩寺」を通称として戦場に出た。
永禄12年（1569年）11月、温井景隆と三宅長盛の帰参に畠山義隆が八代俊盛の3千貫の土地をあてがわせたのを不満にもって、八代親子が3千名の兵で乱を起こした際、孝恩寺・温井・三宅・松波常重は4千名をもって鶏塚にて合戦を行い、八代親子を敗死させた。
天正5年（1577年）5月、上杉謙信の侵攻を受けた際、7月18日、平子和泉、轡田肥後・唐人式部・板倉伝右衛門が穴水城救援に向かうと、孝恩寺は法衣をきて水軍を率いて迎撃し、乙ヶ崎合戦で大勝して首級70を取った。閏7月、謙信が能登に軍を進めたために穴水城の包囲を解いた長続連は、自身が事実上の城主たる畠山家の居城・七尾城に籠城して上杉軍に取り囲まれた。23日、幼い畠山春王丸が病死して、守兵の士気が下がったので、長綱連は弟孝恩寺を密かに海路より織田信長のもとへ援軍要請に赴かせた。ところが26日に義春の叔父二本松義有も病死し、畠山家は宗室が絶えた。長綱連は一揆勢を扇動して上杉の背後を付かせようとしたが失敗し、9月になると七尾城は陥落は避けがたい状況になった。謙信は、上条政繁・長尾与次郎・島津淡路を使者として遊佐続光を内応させた。遊佐は温井・三宅兄弟と謀って、9月15日、続連、綱連、則直、連常、連盛ら長一族14人をことごとく謀殺した。これによって（綱連の末子・菊末丸を除き）孝恩寺は一族の中で生き残ることになった。

### 織田家の時代
孝恩寺が織田軍と共に来援したときには、すでに一族の首は石川郡倉部浜に晒されており、援軍は遅きに失した。もはや畠山家も滅亡しており、信長に仕えて報復の機会を待つことになった。
天正6年（1578年）8月、孝恩寺は自ら兵500を集めて穴水城を奪取し、上杉家臣の当時七尾城主であった鯵坂長実や、織田家に属した神保氏張らと結び、遊佐氏らに対抗した。仇である遊佐らと戦を繰り返し、神保氏張らと共に能登・越中を転戦した。遊佐・温井らによって七尾城の鯵坂が追放されると、柴田勝家に近づき、前田利家・佐久間盛政らとともに遊佐・温井らを攻めて、逐電した遊佐を追撃し、討ち取ることに成功した。能登が前田利家に与えられると、土肥親真らと共にその与力となった。
天正8年（1580年）1月10日、連龍に改名する。同年9月1日（7月23日）、信長から所領を安堵された。
天正10年（1582年）の柴田勢による魚津城攻めにも従軍、一族の長景連が上杉方に属したため、これを撃破している。

### 加賀前田家の時代
同年6月2日の本能寺の変後は、そのまま前田利家の家臣となった。同年の石動山の戦いに参加し、その戦功により能登国内で3万1000石を与えられた。
天正11年（1583年）、賤ヶ岳の戦いに参加して前田軍の殿軍を務め、この際に連龍の家臣30名余が討死した。
天正12年（1584年）の佐々成政による末森城攻めでは、利家の救援軍に属して華々しい活躍を挙げ、利家に「抜群の活躍比類なし、真実頼もしく候」と賞されている。ただし、末森城の合戦に連龍は実際には参加しておらず、合戦後に危険を顧みずに駆けつけた点を利家から賞されている。
その後も小田原征伐、朝鮮出兵に参陣し、また伏見城築城や宇治川の土木工事などにも参加し、いずれも功を挙げた。
慶長4年（1599年）に利家が死去すると、後継者の利長に仕え、翌年の関ヶ原の戦いでは北陸で丹羽長重と戦い、浅井畷の戦いでは敗れながらも奮戦した。
慶長11年（1606年）に家督を長子の好連に譲り隠居したが、慶長16年（1611年）に好連が早世すると再び当主の座に復帰し、大坂の陣にも従軍した。これらの功績の数々から加増も受けて、長家は最終的に3万3000石の大身となる。
元和5年（1619年）2月3日、能登田鶴浜（現七尾市）にて死去。享年74（満72歳没）。家督は次男の連頼が継いだ。以降、子孫は加賀前田家の家老として3万3000石を領した。

## 人物像
前田利家は死去する直前に息子利長に遺書を与えているが、その中で連龍と高山右近は役に立つ人材であると評している。また連龍は、前田家の主君だった織田信長に仕えて所領安堵をうけていたため、他の前田家臣と違って知行の面では独立大名のような強い権限を保持しており、加賀藩の中では「八家」と称される最上級の重臣となった。

## 系譜
- 正室：玉（長綱連女）
  - 長好連 - 長男。第22代当主[12]
- 側室：新（神保氏張妹）
- 側室：前田利家女[12]
  - 長頼連 - 二男。第23代当主
- 生母不明
  - 豕子 - 浅賀作左衛門室
  - 栗 - 南嶺院。前田利常側室
  - 竹島殿 - 前田直知継室

## 関連作品
- 小説「樋の水」吉原実　『北國文華』２０２２．６月夏号掲載